# Steve Ellett
Steve 'Danger' Ellett är en engelsk trummis, mest känd som medlem i rock 'n' roll-bandet Wolfsbane från Tamworth, England. 